# Estnischer Meister (Eishockey)
Der Estnische Eishockeymeister wird seit 1934 ermittelt. Seit 1991 wird er in der Meistriliiga ausgespielt. Estnischer Rekordmeister ist der Narva PSK mit 16 Meisterschaften.

## Titelträger
| - 2019: Tartu Kalev-Välk - 2018: Tallinn Viiking Sport - 2017: Narva PSK - 2016: Narva PSK - 2015: Tartu Kalev-Välk - 2014: Tallinn Viiking Sport - 2013: Tallinn Viiking Sport - 2012: Tartu Kalev-Välk - 2011: Tartu Kalev-Välk - 2010: Kohtla-Järve Viru Sputnik - 2009: Tallinn Stars - 2008: Tartu Kalev-Välk - 2007: Tallinn Stars - 2006: Tallinn Stars - 2005: Tallinn Stars - 2004: HC Panter Tallinn - 2003: Tartu Välk 494 - 2002: Tartu Välk 494 - 2001: Narva 2000 - 2000: Tartu Välk 494 - 1999: Tartu Välk 494 - 1998: Narva Kreenholm - 1997: Tartu Välk 494 - 1996: Narva Kreenholm - 1995: Narva Kreenholm - 1994: Narva Kreenholm - 1993: Narva Kreenholm - 1992: Narva Kreenholm | - 1991: Narva Kreenholm II - 1990: Narva Kreenholm II - 1989: Keemik - 1988: Narva Kreenholm II - 1987: Keemik - 1986: Narva Kreenholm II - 1985: Keemik - 1984: Keemik - 1983: Keemik - 1982: Kalev Sillamäe - 1981: Talleks Tallinn - 1980: Keemik - 1979: Keemik - 1978: Talleks Tallinn - 1977: Keemik - 1976: Keemik - 1975: Narva Kreenholm - 1974: Keemik - 1973: Narva Kreenholm - 1972: Keemik - 1971: Narva Kreenholm - 1970: Keemik - 1969: Narva Kreenholm - 1968: Tempo Tallinn - 1967: Narva Kreenholm - 1966: Ekskavaator Tallinn - 1965: Tempo Tallinn - 1964: Taksopark Tallinn | - 1963: Ekskavaator Tallinn - 1962: Kalev Tallinn - 1961: Kalev Tallinn - 1960: Kalev Tallinn - 1959: Kalev Tallinn - 1958: Kalev Tallinn - 1957: Dünamo Tallinn - 1956: Kalev - 1955: Tartu Dünamo - 1954: Dünamo Tallinn - 1953: Tallinna Dünamo - 1952: Dünamo Tallinn - 1951: LTM Tallinn - 1950: LTM Tallinn - 1949: Dünamo Tallinn - 1948: Dünamo Tallinn - 1947: Dünamo Tartu - 1946: Dünamo Tallinn - 1941–1945: Keine Meisterschaft aufgrund des Zweiten Weltkriegs - 1940: Tallinna Sport - 1939: ASK Tartu - 1938: Keine Meisterschaft - 1937: Kalev Tallinn - 1936: ASK Tartu - 1935: Keine Meisterschaft - 1934: Kalev Tallinn |